# 펠레: 버스 오브 어 레전드
펠레: 버스 오브 어 레전드(Pele: Birth of a Legend)는 미국에서 제작된 마이클 짐벌리스트 감독의 2016년 드라마 영화이다. 축구 선수 펠레가 1958년 FIFA 월드컵으로 브라질에 첫 월드컵 우승을 안겨주기까지의 과정을 묘사했다. 빈센트 도노프리오 등이 주연으로 출연하였고 브라이언 그레이저 등이 제작하였다. 펠레 본인도 제작에 참여했을 뿐만 아니라 카메오 출연하였다.

## 출연
- 케빙 지파울라 - 펠레 역
- 세우 조르지 - 돈지뉴, 전 축구 선수이자 펠레의 아버지 역
- 마리아나 누네스 - 셀레스치 아란치스, 펠레의 어머니 역
- 빈센트 도노프리오 - 비센치 페올라, 브라질 국가대표팀 수석 코치 역
- 미우통 곤사우베스 - 바우데마르 지브리투 역
- 디에고 보네타 - 조제 알타피니 역
- 콜름 미니 - 조지 레이노어, 스웨덴 국가대표팀 수석 코치 역
- 펠리피 시마스 - 가린샤 역
- 페르난두 카루수 - 지투 역
- 호드리구 산토루
- 안드레 마투스
- 스벤 홀름베리

## 제작진
- 미술: 도미닉 왓킨스